# Columbia Princeton Electronic Music Center
Le Columbia Princeton Electronic Music Center (CPEMC) est un centre de recherche musicale américain, qui a vu le jour en 1955 et qui a été rattaché à l’Université de Colombia Princeton (New York, États-Unis).
Vladimir Ussachevsky et Otto Luening, les fondateurs du Centre, commencent leurs travaux en 1951. Au début, le centre de recherche ne disposait que d'un magnétophone et se situait dans l'appartement d'Ussachevsky. Il a ensuite été rattaché à l'Université de Colombia Princeton, qui leur a ensuite alloué un local au sous-sol d'un de ses immeubles. En 1959, il sera inauguré sous la tutelle de l’Université en tant que Columbia Princeton Electronic Music Center (C.P.E.M.C.) . Les subsides de l’Université leur permettront d’acquérir les synthétiseurs RCA, une grande innovation technique qui entraînera l’implantation de ces centres de recherche au sein des universités américaines. 
Ce nouveau modèle instrumental sera d'importance. Milton Babbitt l'utilisera pour ses pièces de sérialisme généralisé. David Tudor, Christian Wolff, John Cage et Morton Feldman furent des adeptes de cette hybridation des matériaux concrets et électroniques.